# Бріаншон (місячний кратер)
Кра́тер Бріаншо́н (лат. Brianchon) — великий стародавній метеоритний кратер, що знаходиться біля північно-західного лімбу видимого боку Місяця. Назву присвоєно на честь французького математика і хіміка Шарля Жульєна Бріаншона (1783—1864) й затверджено Міжнародним астрономічним союзом у 1964 році. Утворення кратера відбулося у донектарському періоді.

## Опис кратера
Найближчими сусідами кратера є кратер Меррілл на заході; кратер Фрелік на північному заході; кратер Паскаль на сході; кратер Дезарг на південному сході; кратер Кремона на півдні і кратер Ліндблад на південному заході. На півночі від кратера находиться ланцюжок кратерів Сильвестра. Селенографічні координати центра кратера 74°45′ пн. ш. 88°22′ зх. д. / 74.75° пн. ш. 88.36° зх. д., діаметр 137,3 км, глибина 5,36 км.
За час свого існування кратер зазнав значних руйнувань наступними імпактами. Північна частина валу перекрита парою невеликих кратерів і сателітним кратером Бріаншон А (див.нижче), у південну частину валу врізається сателітний кратер Бріаншон B, південно-східна частина перекрита концентричним кратером, інший концентричний кратер прилягає до цієї частини валу. Вал кратера згладжений і відзначений безліччю дрібних кратерів. Висота валу над навколишньою місцевістю 1670 м, об'єм кратера становить приблизно 19500 км³. Дно чаші кратера порівняно рівне, відзначене безліччю дрібних кратерів, особливо у південній частині. На північному заході від центра знаходиться примітний кратер чашоподібної форми.
Через розташування кратера поблизу лімбу умови його спостерігання залежать від лібрації Місяця і він лише частково доступний для спостереження.
До свого перейменування у 1964 році носив назву сателітного кратера Карпентер C.

## Сателітні кратери
| Бріаншон | Координати                                                | Діаметр, км |
| -------- | --------------------------------------------------------- | ----------- |
| A        | 76°49′ пн. ш. 87°17′ зх. д. / 76.81° пн. ш. 87.29° зх. д. | 49,2        |
| B        | 72°09′ пн. ш. 89°11′ зх. д. / 72.15° пн. ш. 89.18° зх. д. | 31,9        |
| T        | 75°17′ пн. ш. 99°19′ зх. д. / 75.28° пн. ш. 99.31° зх. д. | 29,3        |

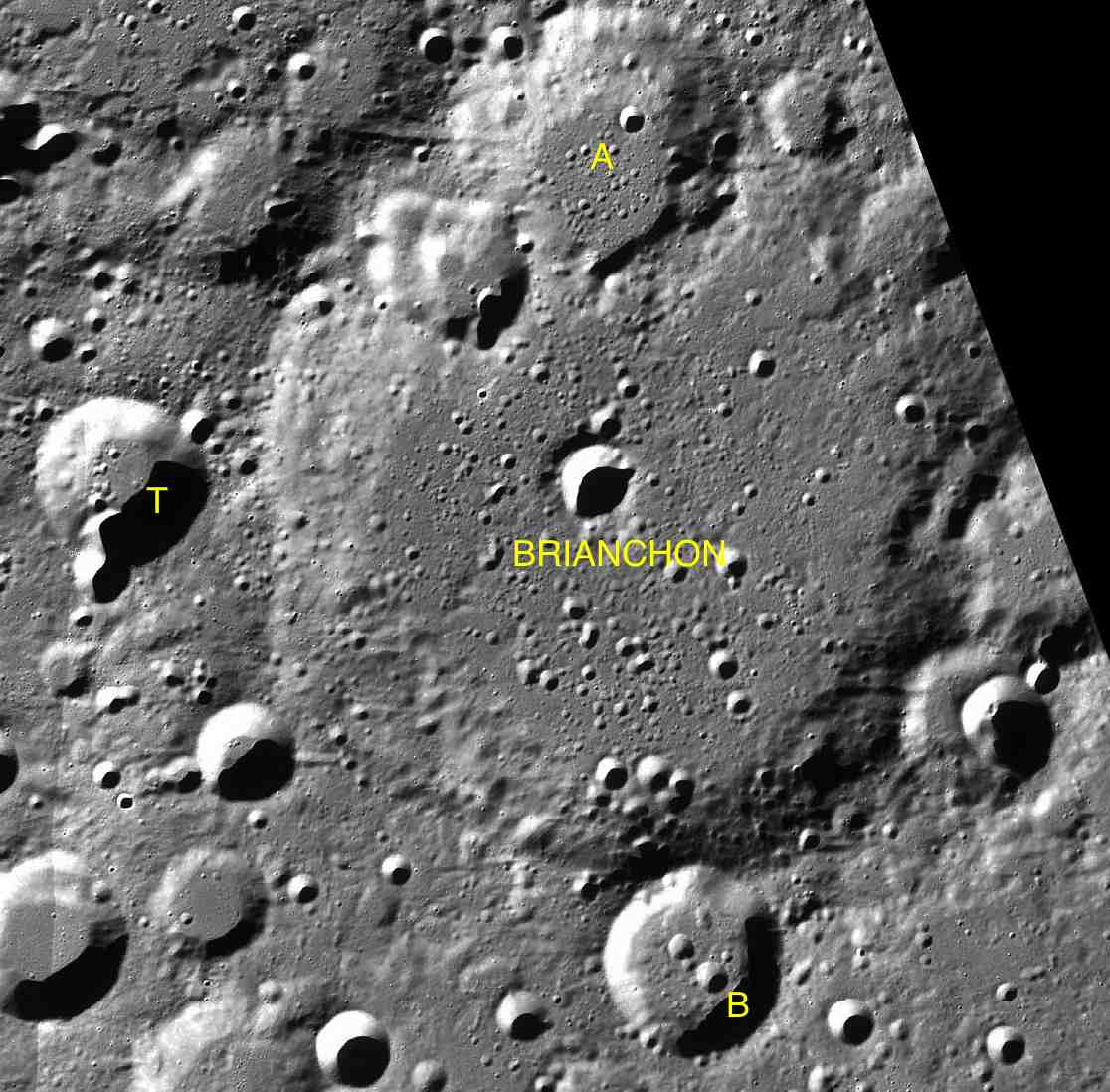
Фрагмент мапи LAC-9.

- Утворення сателітного кратера Бріаншон T відбулося у ранньоімбрійському періоді[1].